# セルフアーカイブ
セルフアーカイブ（英: Self archive、公開保存）とは、デジタル文書の無料のコピーをオープンアクセスに供するためにウェブ上に置くことである。
通常セルフアーカイブと呼ばれるのは学位論文や査読付きの学術雑誌や国際会議において刊行された学術論文をその著者が所属する機関のリポジトリやオープンアーカイブに登録することで論文のアクセス性と入手可能性を高め、引用利用を増す目的で行われる。
計算機科学者は少なくとも1980年代には公開FTPサーバーですでにセルフアーカイブを自然発生的に行っていた（CiteSeerを参照）。
物理学者は1990年代のはじめにweb上で行っていた（arXivを参照）。
セルフアーカイブは、Stevan Harnad による1994年の投稿 "Subversive Proposal" において普遍的な実践方法として初めて明示的に提唱された。
セルフアーカイブはオープンアクセス雑誌でのオープンアクセス出版に次ぐオープンアクセスを提供する一般的な方法である。
この両者の方法を対比してセルフアーカイブをオープンアクセスへの"green road"と呼び、オープンアクセス出版は"golden road"と呼ばれている。
eprintによる調査では、約91%の査読付き雑誌が論文の著者にプレプリントやポストプリントをセルフアーカイブすることを認めている。
ポストプリントをセルフアーカイブする権利が著作権に関する法律上の問題であるのに対し、プレプリントをセルフアーカイブする権利は単に雑誌の方針の問題である。